# 양자리 TZ
양자리 TZ는 양자리에 있는 적색 왜성이다. 이 별은 지구에서 14.6광년 떨어져 있으며, 분광형은 M4.4이다. 겉보기 등급은 12.28로 맨눈으로는 볼 수 없다. 질량은 항성으로서 핵융합이 가능한 하한선에 가까운 태양의 0.089배이며, 밝기는 태양의 5천 분의 1에 불과하다.
이 별은 플레어 별이기도 하다.

## 같이 보기
- 가까운 항성 목록

## 참고 문헌
1. ↑  “Luyten 1159-16”. 2008년 4월 22일에 확인함.